# شلومو گلیکستین
 شلومو گلیکستین (عبری: שלמה גליקשטיין‎؛ زادهٔ ۶ ژانویهٔ ۱۹۵۸) یک تنیس‌باز اهل اسرائیل است.